# 学寮 (東本願寺)
学寮（がくりょう）は、江戸時代前期に東本願寺が設けた僧侶の教育機関（檀林）。大谷大学の前身に当たる。
なお、西本願寺も同時期に学寮を設けている（龍谷大学の前身）。

## 歴史

### 学寮の創設
1665年（寛文5年）、第14代法主・琢如が東本願寺境内に学寮を創設する。目的は寺院子弟の教育だったという。1678年（延宝6年）、枳殻邸に移転する。当時、学寮の建物は枳殻邸敷地内西側の御長屋棟の中央部にあったため、この時期を「御長屋学寮時代」と呼ぶが、史料はあまり残っていない。枳殻邸時代、学寮の管理に当たったのは「一老、二老」と言った御堂衆であり、講師はあくまでその都度任命されるものだった。

### 高倉学寮
1755年（宝暦5年）、講師・恵然の時に高倉通魚棚に移り、これ以降は「高倉学寮」と呼ばれるようになる。この移転を機に恵然は学寮諸制度の整備に着手し、講師職については学寮内に居住し、職務に専念するものとすると同時に、1人終身制で学寮全般を管理し、夏安居の講師をも務める東本願寺最高の権威を持った学匠へと改めたのであった。この新制講師の初代には、恵然の後継者の恵琳が就任した。
1757年（宝暦7年）、夏安居に加えて春・秋の講義が新設され、これと共に、講師・嗣講・擬講のヒエラルキーが形成された。1794年（寛政6年）には香月院深励が講師となり、宗学を大成した。

### 貫練場の設置
1868年（慶応4年）に、キリスト教研究の目的で「護法場」が学寮内井波屋敷に設置され、1873年（明治6年）には高倉学寮と護法場とが合わせて「貫練場」に改称された。
1874年（明治7年）、貫練場内に真宗学・華厳宗・天台宗・倶舎宗・唯識学・外学の6科の寮舎が設置され、1879年（明治12年）に貫練場は「貫練教校」と改称される。さらに1882年（明治15年）には「真宗大学寮」と改称し、東本願寺は僧侶の教育の近代化を漸進的に目指した。

### 近代的な大学へ
真宗大学寮は、1896年（明治29年）に伝統的宗派の教育制度を受け継ぐ「真宗高倉大学寮」と新しい教育制度に基づく「真宗大学」となる。1897年真宗大学初代学監に占部観順が就任。真宗大学は1901年（明治34年）に東京市巣鴨に移転・開校して清沢満之が学監（学長）に就任し、1904年（明治37年）には専門学校令に基づく大学として認可される。1911年（明治44年）に真宗大学と高倉大学寮は再統合し、「真宗大谷大学」と改称した上で京都に置くことが決まり、1913年（大正2年）に現在地に移転し、さらに1922年（大正11年）、大学令に基づく「大谷大学」として認可されるに至った。これより以後の歴史は大谷大学を参照。

## 学寮期の歴代講師
1. 光遠院恵空（1715年 - 1721年）
2. 香厳院恵然（1728年 - 1764年）
3. 理綱院慧琳（1765年 - 1789年）
4. 寂定院慧敞（1791年 - 1793年）
5. 香月院深励（1794年 - 1817年）
6. 円乗院宣明（1811年 - 1821年）
7. 五乗院宝景（1821年 - 1828年）
8. 易行院法海（1828年 - 1834年）
9. 雲華院大含（1834年 - 1850年）
10. 香樹院徳龍（1845年 - 1858年）
11. 開悟院霊?（1849年 - 1851年）
12. 本法院義譲（1852年 - 1858年）
13. 皆遵院宜成（1858年 - 1861年）
14. 賢殊院得住（1861年 - 1870年）
15. 香山院 樋口龍温（1865年 - 1885年）
16. 開華院 渡辺法住（1871年 - 1874年）
17. 雲澍院 南条神興（1883年 - 1887年）
18. 香華院 宮地義天（1889年 - 1889年）
19. 香涼院 武田行忠（1889年 - 1890年）
20. 因明院 雲英晃耀（1893年 - 1895年）
21. 真成院 細川千巌（1894年 - 1897年）
22. 冷香院 楠潜龍（1894年 - 1896年）
23. 是心院 調雲集（1897年 - 1899年）
24. 開神院 広陵了栄（1898年 - 1900年）
25. 香龍院 渡辺法瑞（1901年 - 1904年）
26. 香温院 龍山慈影（1901年 - 1921年）
27. 一乗院 吉谷覚寿（1901年 - 1914年）